# Eocapnia nivalis
Eocapnia nivalis is een steenvlieg uit de familie Capniidae. De wetenschappelijke naam van de soort is voor het eerst geldig gepubliceerd in 1929 door Uéno.